# Подкова
Подкова — это изделие, предназначенное для защиты копыта рабочих животных (лошадей, волов, ослов и мулов) от износа

## Предназначение
При работе лошади на твёрдом грунте роговые части копыта быстро изнашиваются. При повреждении копыта лошадь испытывает болезненные ощущения, начинает хромать или вообще отказывается ступать на больную ногу. Ковка позволяет предохранить копыта от износа и защитить их от травмирующих ударов о твёрдый грунт. В зимнее время подковы, снабжённые шипами, улучшают сцепление копыта с грунтом и предотвращают скольжение. Специальные типы подков (ортопедические подковы) применяются при лечении различных заболеваний конечностей лошади. Крупный рогатый скот тоже нуждается в ортопедических подковах.

## История
Первые приспособления сплетались в виде чулка или башмака из лыка, тростника, кожи, растительных волокон. Укреплялись над венчиком копыта под щёткой верёвками или ремнями. Эти башмаки были непрочны, укрепление их верёвками или ремнями вызывало дерматиты. Подошвенные поверхности копыт рабочего скота покрывали смолой.
Римляне использовали для защиты подошвенной поверхности копыта металлические пластинки, большей частью овальной формы, с крючками, дужками, ушками или кольцами, для укрепления пластинки на копыте верёвкой или ремнём. Такие пластинки для лошадей назывались гиппосандалиями, для мулов — мулосандалиями, для быков — бососандалиями.
Металлические подковы современного вида (прибиваемые к копыту гвоздями) появились в Римской империи не позднее III в. н. э.
В средние века научились крепить металлические подковы специальными гвоздями — ухналями.
В России ковочное дело начало развиваться на государственном уровне после Указа Петра I 1715 года: «В Москве и губерниях сыскать кузнецов добрых, взять во всякую губернию по два человека и велеть им учить кузнечному делу русских…». В 1732 году в селе Хорошево под Москвой была открыта первая в Европе коновальная школа.
Известны случаи изготовления нестандартных вариантов подков — так, в Польше в расположенном среди болот селе Клуки на протяжении нескольких веков вместо стандартных металлических подков на копыта лошадей крепят деревянные «башмаки» в виде плоских округлых «тарелок» (которые увеличивают площадь опоры конечностей животного — и тем самым снижают вероятность лошади завязнуть в водонасыщенном грунте).
Во второй половине XX века всё более распространённым явлением стали дороги с твёрдым асфальтовым и асфальтобетонным покрытием, а также искусственное покрытие мест содержания лошадей (которое могло быть повреждено стандартными металлическими подковами). В результате, в 1984 году в ФРГ были предложены облегченные подковы из стали и полиуретана.
В городе Брно создан музей подков (в котором собраны свыше 2 тыс. подков из разных регионов Евразии, Африки, Северной и Южной Америки).

## Устройство подковы
Стандартная подкова выделывается из мягкой низкоуглеродистой стали. Современные подковы достаточно пластичны, и легко поддаются подгонке на наковальне как в горячем, так и в холодном состояниях. Ширина полотна подковы среднего размера — около 22 мм, толщина — 8 мм. Верхняя, подошвенная, поверхность полотна подковы почти всегда плоская, нижняя — может быть как плоской, так и другого профиля, например, полукруглой или имеющей скосы — контрбухтовку.
В передней (зацепной) части подковы обычно имеется направленный вверх отворот — металлический лепесток, способствующий более прочной фиксации подковы на копыте. Подковы для задних копыт часто снабжены двумя отворотами, расположенными по бокам в передней её трети. На нижней поверхности каждой из ветвей подковы пробита гвоздевая дорожка — желобок, в котором утапливаются головки подковных гвоздей. На зимних рысачьих подковах гвоздевая дорожка обычно отсутствует. В дорожке располагаются гвоздевые отверстия, обычно по 4 на каждой ветви. В пяточной части подковы часто имеются резьбовые отверстия для вкручивания подковных шипов. Зацепный пластинчатый шип (захват) на современных подковах встречается редко.
Подковы для передних копыт имеют округлую форму, для задних копыт — несколько более вытянутую, что соответствует естественной форме передних и задних копыт. Подковы многих производителей имеют различия между правой и левой, что отмечается клеймением на подкове: клеймо ставится на внешней ветви. В таком случае внешняя ветвь подковы делается немного длиннее внутренней и несколько круче изогнута.
Подковы специального назначения, в том числе ортопедические, предназначенные для компенсации тех или иных недостатков копыт или лечения болезней конечностей лошади, могут иметь самую разнообразную, в том числе довольно неожиданную, форму.

## Типы подков
Исторические:
- гиппосандалии
- восточная

Современные:
- стандартные
- облегченные (скаковые и рысачьи)
- угольные
- зимние
- пластиковые
- алюминиевые
- ортопедические (лечебные)

## Стандарты
Стандартные подковы изготавливают заводским способом по ГОСТ 5408—77. В соответствии с размерами копыт по стандарту выпускаются подковы 11 размеров.
Подковные гвозди вырабатываются машинным способом. Существует более десяти типов подковных гвоздей, каждый из типов имеет несколько, обычно шесть, основных размеров.
Российская и зарубежная нумерация размеров подков существенно отличается, что часто приводит к путанице.

## Суеверия
С подковой связано распространённое суеверие: найденная лошадиная подкова, прибитая над дверью дома, приносит удачу, защищает от злых сил. Существует несколько версий возникновения «культа подковы». Одна из них связана с преклонением перед сверхъестественной силой, которая приписывалась лошади. У германцев лошадь считалась священным животным верховного бога Вотана. Жизненная сила лошади будто бы переходила в подковы, поэтому считается, что защищает только подкова, бывшая в употреблении.
У римлян лошадь была показателем богатства и силы её владельца, первоначально (до изобретения подковы) копыта лошадей защищали специальными сандалетами из ремней и бронзовых пластинок. Этот способ защиты ног лошадей был очень дорогим, но и после изготовления подков из железа, которое приравнивалось к золоту, считалось удачей найти подкову и использовать её по прямому назначению.